# Giorgio Pitacco (calciatore)
Giorgio Pitacco (Trieste, 4 ottobre 1901 – ...) è stato un calciatore italiano, di ruolo attaccante.

## Carriera
Ha militato in Serie A con la Triestina nella stagione inaugurale della massima serie a girone unico (1929-1930), chiusa dai giuliani al quindicesimo posto, totalizzando complessivamente 16 presenze e 2 reti.
Ha inoltre disputato due campionati di Serie B con la maglia del Lecce.

## Palmarès

### Club

#### Competizioni nazionali
- Prima Divisione: 1

Foggia: 1932-1933